# Distretto di Mueang Chanthaburi
Il distretto di Mueang Chanthaburi (in thailandese: เมืองจันทบุรี) è un distretto (amphoe) della Thailandia, situato nella provincia di Chanthaburi, della quale è il capoluogo.